# Ixcatlán (Hidalgo)
Ixcatlán es una localidad de México perteneciente al municipio de Huejutla de Reyes en el estado de Hidalgo.

## Toponimia
De origen nahuatl: Ichcatl, algodón, tlan, lugar. Lugar de algodón.

## Geografía
Se encuentra en la región Huasteca; a la localidad le corresponden las coordenadas geográficas 21° 4’ 53.856” de latitud norte y 98° 32’ 0.447” de longitud oeste, con una altitud de 863 m s. n. m. Se encuentra a una distancia aproximada de 13.58 kilómetros al suroeste de la cabecera municipal, Huejutla.
En cuanto a fisiografía se encuentra dentro de las provincia de la Sierra Madre Oriental, dentro de la subprovincia del Carso Huasteco; su terreno es de sierra y lomerío. En lo que respecta a la hidrografía se encuentra posicionado en la región de Pánuco, dentro de la cuenca del río Moctezuma, en la subcuenca del río Los Hules. Cuenta con un clima semicálido húmedo con lluvias todo el año.

## Demografía
En 2020 registró una población de 1868 personas, lo que corresponde al 1.47 % de la población municipal. De los cuales 888 son hombres y 980 son mujeres. Tiene 463 viviendas particulares habitadas.
| Gráfica de evolución demográfica de Ixcatlán entre 1900 y 2020                               |
|                                                                                              |
| Población de los censos y conteos del Instituto Nacional de Estadística y Geografía (INEGI). |